# Medetomidină
Medetomidina este un medicament analgezic și sedativ derivat de imidazol, fiind utilizat pentru sedarea câinilor și pisicilor. Calea de administrare disponibilă este cea intravenoasă.
În mod analog cu clonidina, medetomidina este un medicament simpatolitic care acționează ca agonist al receptorilor adrenergici α2 de la nivel central. Este un amestec racemic a doi stereoizomeri, iar dexmedetomidina prezintă cea mai mare activitate.